# Pascual Ribot
Pascual Ribot Pellicer (Palma de Mallorca, 1846-Palma de Mallorca, 1905) fue un político y abogado español que fue el representante del Partido Liberal en Mallorca durante la primera etapa de la Restauración borbónica. Ribot fue uno de los políticos modelo del sistema electoral que existía en la época, además era cuñado de Antonio Maura.
Ejerció como concejal y alcalde de Palma de Mallorca varias veces (1878-79, 1882-84, 1885-86), también fue diputado por Baleares los años 1886, 1891, 1898, 1899 y como gobernador civil en Valencia (1893-94) y en Cádiz (1897).